# Pleuroxia
Pleuroxia é um género de gastrópode  da família Camaenidae.
Este género contém as seguintes espécies:
- Pleuroxia arcigerens Tate, 1894
- Pleuroxia hinsbyi Gude, 1916
- Pleuroxia italowiana Solem, 1992